# Ollie Johnston

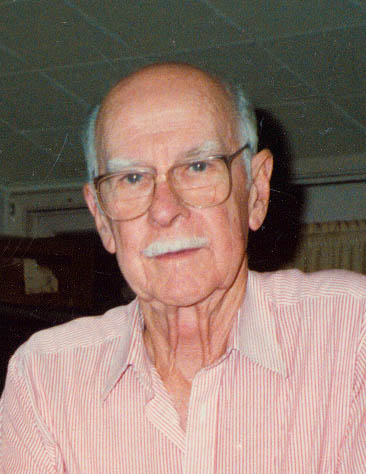
Ollie Johnston (1989)

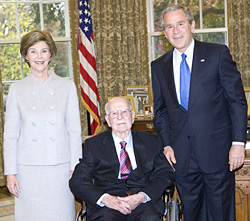
Ollie Johnston mit George W. und Laura Bush (2005)

Ollie Johnston (eigentlich Oliver Martin Johnston, Jr.; * 31. Oktober 1912 in Palo Alto, Kalifornien; † 14. April 2008 in Sequim, Washington State) war ein US-amerikanischer Trickfilmzeichner. Er war das letzte lebende Mitglied von Disney’s Nine Old Men, einer Gruppe von Zeichnern, die seit Mitte der 1930er-Jahre den künstlerischen Stil der Disney-Cartoons und -Langfilme geprägt haben.

## Biografie
Johnstons Vater war Hochschullehrer für romanische Sprachen an der Stanford University, wo Ollie zunächst die Grammar School besuchte und später zu einem Kunststudium zurückkehrte. 1931 traf er in Stanford Frank Thomas, mit dem er zusammen an Zeichnungen für die Campuszeitung arbeitete. Es begann eine enge Freundschaft, die mehr als 70 Jahre andauern sollte. Johnston und Thomas schlossen beide ihr Studium am Chouinard Art Institute in Los Angeles ab, wo sie von dem bekannten Illustrator Pruett Carter unterrichtet wurden.
Nach dem Abschluss des Studiums wollte Johnston ursprünglich Zeichner für Zeitschriften werden, doch er ließ sich von Frank Thomas überzeugen, bei den Walt Disney Studios als Trickfilmzeichner anzufangen. Johnston begann seine Ausbildung bei Disney am 21. Januar 1935 und wirkte als Inbetweener an Filmen wie dem Oscar-prämierten Silly-Symphonies-Cartoon Die Schildkröte und der Hase mit. Er wurde Assistent von Fred Moore, mit dem er auch bei Disneys erstem Langfilm, Schneewittchen und die sieben Zwerge zusammenarbeitete. Moore war für die Gestaltung der Zwerge verantwortlich und beaufsichtigte dabei nicht nur Johnstons Arbeiten, sondern auch die von Frank Thomas, der inzwischen zum Character Animator aufgestiegen war. 1942 waren Johnston und Thomas gemeinsam als Supervising Animators für die Gestaltung des jungen Bambis im gleichnamigen Film verantwortlich. Vier Jahre später war Johnston bei den Zeichentricksequenzen von Onkel Remus’ Wunderland erstmals Chefzeichner.
Bis zu seiner Pensionierung im Jahr 1978 war Ollie Johnston an allen Spielfilmen des Disney-Zeichentrickstudios beteiligt. Oft arbeitete er mit Frank Thomas zusammen, das Team wurde unter den Disney-Mitarbeitern als „Frank and Ollie“ bekannt und wurde von Walt Disney scherzhaft zu den Nine Old Men des Studios gezählt. Johnston galt als Spezialist für emotionale Szenen, zu seinen bekanntesten Charakteren zählen Alice in Alice im Wunderland, Susi in Susi und Strolch, die drei guten Feen in Dornröschen (1959), Balu der Bär in Das Dschungelbuch (1967) und die Hauptcharaktere in Bernard und Bianca – Die Mäusepolizei. Frank und Ollies letzter Film war Cap und Capper, im Jahr 1978 traten sie in den Ruhestand ein.

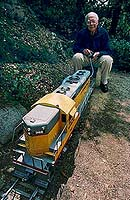
Ollie Johnston auf seiner Gartenbahn (1993)

Auch nach dem Ende ihrer beruflichen Karriere bei Disney arbeiteten Ollie Johnston und Frank Thomas weiterhin an gemeinsamen Projekten. Zusammen schrieben sie das 1981 veröffentlichte Buch The Illusion of Life: Disney Animation, das heute als Standardwerk über die Techniken des klassischen Animationsfilms gilt. Es folgten weitere Buchveröffentlichungen, darunter Beiträge zu der Sketchbook Series über die Entstehung einzelner Disney-Filme.
1980 wurden Frank Thomas und Ollie Johnston bei der Verleihung der Annie Awards von der Internationalen Vereinigung der Animationsfilmschaffenden Asifa mit dem Winsor McCay Award für ihr Lebenswerk ausgezeichnet. 1989 zeichnete die Walt Disney Company die Nine Old Men mit dem Ehrentitel Disney Legends aus. 2005, ein Jahr nach Franks Tod, erhielt Ollie Johnston vom damaligen US-Präsident George W. Bush die National Medal of Arts.
Frank und Ollie wurden auch von anderen Filmemachern geehrt. In Bernard und Bianca – Die Mäusepolizei, Johnstons letztem Film als Chefzeichner, wurde die Katze Rufus nach Johnston gestaltet. Der Bösewicht des Micky-Maus-Cartoons Micky Monster Maus (Runaway Brain) aus dem Jahr 1995 hieß „Dr. Frankenollie“. Im selben Jahr veröffentlichte Franks Sohn Theodore Thomas die Dokumentation Frank and Ollie. Regisseur Brad Bird gab Johnston und Thomas Gastrollen in dem Zeichentrickfilm Der Gigant aus dem All im Jahr 1999 und ließ schließlich beide auch als sie selbst in dem Computeranimationsfilm Die Unglaublichen – The Incredibles auftreten. Dort philosophieren sie am Ende des Films über die „alte Schule“ (No school like the old school), womit klassisch gezeichnete Trickfilme gemeint sind.
Ollie Johnston war von 1943 bis zu ihrem Tod im Jahr 2005 mit Marie Worthey, die ebenfalls als Zeichnerin bei Disney gearbeitet hatte, verheiratet. Johnston war bekannt als ein Sammler von Modelleisenbahnen, seine Leidenschaft inspirierte Walt Disney zur Errichtung einer Eisenbahn als Attraktion in Disneyland.
Johnston starb als letzter der Nine Old Men in einem Pflegeheim am 14. April 2008 an Altersschwäche.

## Filmografie (Auswahl)

### Kurzfilme
- 1935: Mickys Garten (Mickey’s Garden)
- 1935: Die Schildkröte und der Hase (The Tortoise and the Hare)
- 1936: Mickys Konkurrent (Mickey’s Rival)
- 1936: More Kittens
- 1938: Tapferes kleines Schneiderlein (Brave Little Tailor)
- 1939: The Practical Pig
- 1942: Der Fuehrer’s Face
- 1943: Chicken Little
- 1953: Ben und Ich (Ben and Me)
- 1974: Winnie Puuh und Tigger dazu (Winnie the Pooh and Tigger Too)

### Spielfilme
- 1937: Schneewittchen und die sieben Zwerge (Snow White and the Seven Dwarfs)
- 1940: Pinocchio
- 1940: Fantasia
- 1942: Bambi
- 1943: Victory Through Air Power
- 1945: Drei Caballeros (The Three Caballeros)
- 1946: Onkel Remus’ Wunderland (Song of the South)
- 1949: Die Abenteuer von Ichabod und Taddäus Kröte (The Adventures of Ichabod and Mr. Toad)
- 1950: Cinderella
- 1951: Alice im Wunderland (Alice in Wonderland)
- 1953: Peter Pan
- 1955: Susi und Strolch (Lady and the Tramp)
- 1959: Dornröschen (Sleeping Beauty)
- 1961: 101 Dalmatiner (101 Dalmatians)
- 1964: Mary Poppins
- 1967: Das Dschungelbuch (The Jungle Book)
- 1970: Aristocats
- 1973: Robin Hood
- 1977: Die vielen Abenteuer von Winnie Puuh (The Many Adventures of Winnie the Pooh)
- 1977: Bernard und Bianca – Die Mäusepolizei (The Rescuers)
- 1981: Cap und Capper (The Fox and the Hound)

## Werke (mit Frank Thomas)
- The Illusion of Life: Disney Animation. Abbeville Press, New York 1981, ISBN 0-89659-232-4, (Neuauflage: Disney Editions, New York 1995, ISBN 0-7868-6070-7).
- Too Funny for Words: Disney's Greatest Sight Gags. Abbeville Press, New York 1987, ISBN 0-89659-747-4.
- Walt Disney's Bambi: The Story and the Film. Stewart, Tabori & Chang, New York 1990, ISBN 1-55670-160-8.
- The Disney Villain. Disney Editions, New York 1993, ISBN 1-56282-792-8.